# Přestavlky (Chrudimi járás)
Přestavlky település Csehországban, a Chrudimi járásban. Přestavlky Rosice, Hrochův Týnec, Trojovice és Zájezdec településekkel határos. Lakosainak száma 211 fő (2024. január 1.).

## Népesség
A település lakosságának változását az alábbi diagram mutatja:
| Lakosok száma | 503  | 462  | 467  | 340  | 212  | 198  | 213  | 205  | 203  | 211  |
|               | 1869 | 1890 | 1921 | 1950 | 1980 | 2001 | 2017 | 2019 | 2022 | 2024 |